# Antonov An-178
Antonov An-178 (ukrajinsky Антонов Ан-178) je dvoumotorový proudový hornoplošný transportní letoun od ukrajinského výrobce Antonov, který vchází do státního zbrojařského koncernu Ukroboronprom.

## Vznik a vývoj

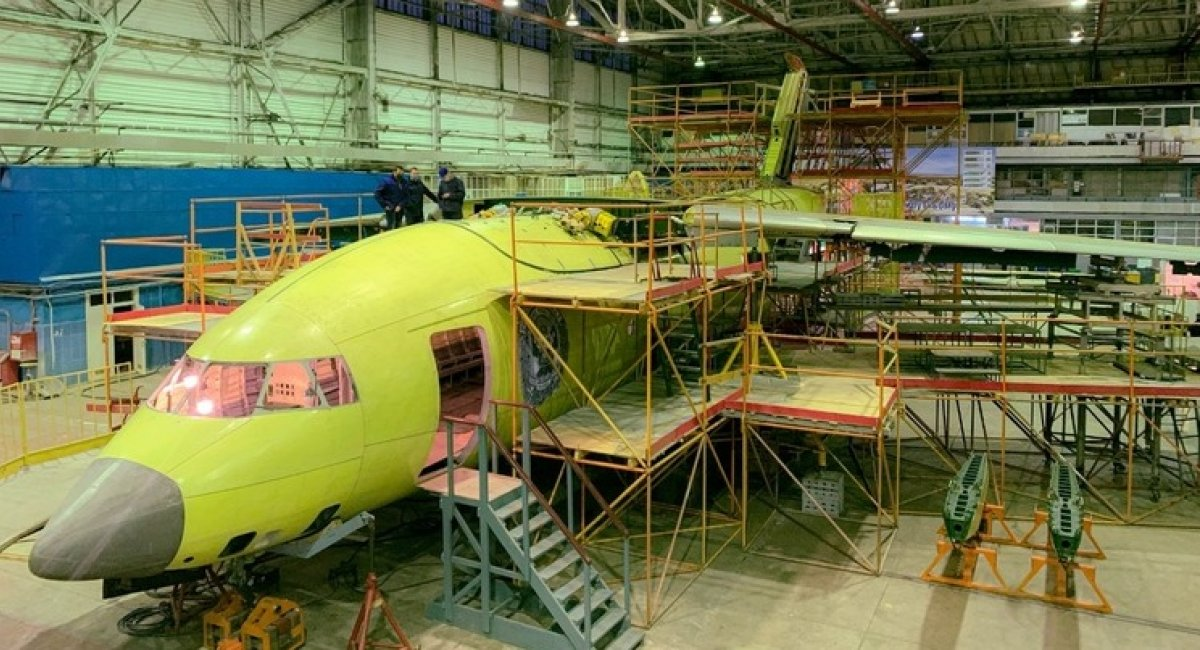
Výroba An-178

An-178 vznikl na základě specifikace ukrajinského Ministerstva obrany, které požadovalo náhradu za typ Antonov An-12. Nový stroj měl zajistit logistickou přepravu osob a nákladu na letiště nebo provozní plochy s krátkými, nebo nezpevněnými vzletovými dráhami. Požadováno bylo i provádění vzdušných výsadků osob, techniky a dalšího nákladu do maximální hmotnosti 7500 kg. Civilní provozovatelé pak očekávali přepravu minimálně 11 až 13 tun nákladu uloženého ve velkoobjemových námořních kontejnerech do vzdálenosti 2000 až 3000 km a možnost provádění speciálních zdravotnických a humanitárních misí. Nový letoun měl být nezávislý na technickém vybavení letišť.
Projektové práce vycházely z nákladního typu An-158 a dopravního An-148. Typový návrh zahrnující specifikace zákazníků byl uzavřen 17. srpna 2011, výroba prvních dvou prototypů byla zahájena v kyjevském Svjatošinu 28. prosince 2011.
První prototyp (imatrikulace UR-EXP, výrobní č. 001) byl dokončen v dubnu 2015. Zálet provedla posádka velitele Andrije Spasiba 7. května stejného roku letem ze Svjatošina do Hostomeľu, kde začal plnit certifikační program. Zde se k testům připojily také posádky velitelů Serhij Trošina a Dmytro Antonova.
An-178 pohání dvojice dvouproudových motorů Progress D436-148FM s maximálním vzletovým tahem 75,51 kN.

## Specifikace
Údaje platí pro civilní verzi

### Technické údaje
- Posádka:
- Kapacita:
- Rozpětí: 30,57 m
- Délka: 32,23 m
- Výška: 9,57 m
- Užitečné zatížení: 16 000 kg
- Pohonná jednotka: 2 × dvouproudový motor Progress D436-148FM s maximálním vzletovým tahem 75,51 kN

### Výkony
- Max. cestovní rychlost: 825 km/h
- Délka rozjezdu: 2500 m
- Dostup: 12 200 m
- Dolet:
  - Dolet s nákladem 18 000 kg: 990 km
  - Dolet s nákladem 16 000 kg: 1620 km
  - Dolet s nákladem 10 000 kg: 3950 km
  - Dolet s nákladem 5000 kg: 4700 km
  - Dolet prázdného letadla: 5300 km